# The Lucha Dragons
The Lucha Dragons è stato un tag team di wrestling attivo in WWE formato da Kalisto e Sin Cara.
Hanno debuttato nella puntata di NXT del 24 luglio 2014, mentre nella puntata di Raw del 30 marzo 2015 hanno fatto il loro debutto nel roster principale. Il duo ha detenuto l'NXT Tag Team Championship, mentre Kalisto ha detenuto due volte il WWE United States Championship.

## Storia

### WWE

#### NXT Tag Team Champions(2014–2015)
A NXT Takeover: Fatal 4-Way Kalisto e Sin Cara hanno sconfitto gli Ascension per l'NXT Tag Team Championship. L'11 dicembre a NXT TakeOver: R Evolution i Lucha Dragons hanno difeso il titolo sconfiggendo i Vaudevillains. Nella puntata di NXT del 28 gennaio 2015 hanno perso l'NXT Tag Team Championship contro Buddy Murphy e Wesley Blake, venendo sconfitti dai nuovi campioni anche a NXT TakeOver: Rival.

#### Tentativi per i WWE Tag Team Championship (2015)
I Lucha Dragons hanno fatto il loro debutto nel main roster nella puntata di Raw del 30 marzo 2015, la notte dopo WrestleMania 31. Hanno lottato e vinto insieme al New Day (Big E, Kofi Kingston e Xavier Woods) contro gli The Ascension, Cesaro e Tyson Kidd. Nella puntata di Raw del 20 aprile hanno perso per countout un match contro il New Day che avrebbe determinato i principali sfidanti per i WWE Tag Team Championship detenuto da Cesaro e Kidd.
Nella seconda metà del 2015 hanno continuato a lottare per i WWE Tag Team Championship detenuti dai Prime Time Players (Titus O'Neil e Darren Young): il 23 agosto a SummerSlam i Lucha Dragons hanno avuto l'opportunità di conquistare il titolo in un fatal four-way tag team match che includeva anche i Los Matadores e il New Day, che ha vinto il titolo. I Lucha Dragons hanno un'altra opportunità di conquistare il titolo, questa volta detenuto dal New Day: Kalisto e Sin Cara riuscivano sempre a trionfare contro il New Day in match non titolati, fallendo al contrario l'assalto ai titoli in numerose occasioni, come il 13 dicembre a TLC (in un triple threat tag team ladder match che includeva anche gli Usos) e nella puntata di SmackDown del 22 dicembre. 

#### Ascesa al vertice di Kalisto (2015–2016)
Sin Cara si è infortunato nella puntata di Raw del 28 dicembre in cui ha perso un match singolo contro Big E, membro del New Day. Nonostante ciò, Kalisto ha iniziato a lottare in singolo e, supportato da John Cena, ha sconfitto Alberto Del Rio, detentore dello United States Championship, nella puntata di SmackDown del 7 gennaio 2016, ripetendosi poi nella puntata di Raw dell'11 gennaio 2016, dove ha sconfitto Del Rio per vincere lo United States Championship, il suo primo titolo da singolo del roster principale, perdendolo nella puntata di SmackDown del 14 gennaio e infine riconquistarlo per la seconda volta il 24 gennaio alla Royal Rumble contro lo stesso Del Rio. Dopo che Kalisto ha difeso con successo lo United States Championship il 28 gennaio a SmackDown! contro Neville, Sin Cara è tornato dall'infortunio nel mese di febbraio e ha supportato Kalisto nella sua rivalità con la League of Nations (Alberto Del Rio, Rusev, King Barrett e Sheamus), ma i due sono stati sconfitti in diversi match, spesso affiancati da Neville o Dolph Ziggler. La rivalità tra Kalisto e Del Rio è culminata in un 2-out-of-3 Falls match valido per lo United States Championship nel Kickoff di Fastlane, dove Kalisto ha avuto la meglio per 2-1.

A WrestleMania 32 del 3 aprile mentre Kalisto ha difeso con successo lo United States Championship dall'assalto di Ryback nel Kickoff, Sin Cara non è riuscito a conquistare l'Intercontinental Championship in un Ladder match che includeva anche il campione Kevin Owens, The Miz, Dolph Ziggler, Stardust, Sami Zayn e Zack Ryder poiché è stato vinto proprio da quest'ultimo.

#### Vari match e scioglimento (2016)
I Lucha Dragons tornano insieme nella puntata di SmackDown del 7 aprile dove affrontano i Vaudevillains (Aiden English e Simon Gotch), loro vecchi avversari ad NXT, al loro match di debutto ma vengono sconfitti. Nella puntata di Raw dell'11 aprile viene indetto un torneo per decretare gli sfidanti al WWE Tag Team Championship detenuto dal New Day: i Lucha Dragons affrontano ai quarti di finale i Dudley Boyz ma, a seguito di un leggero infortunio di Kalisto durante il match, Sin Cara è stato costretto a lottare da solo, venendo però schienato da Bubba Ray Dudley dopo una 3D con D-Von Dudley, causando dunque la sconfitta e l'eliminazione dei Lucha Dragons. Il 1º maggio nel Kickoff di Payback Kalisto ha difeso con successo per la seconda volta lo United States Championship contro Ryback.
Il 22 maggio a Extreme Rules Kalisto ha perso lo United States Championship a favore di Rusev. Nella puntata di Raw del 13 giugno i Lucha Dragons sono stati sconfitti da Alberto Del Rio e Kevin Owens. Il 19 giugno nel Kickoff di Money in the Bank i Lucha Dragons hanno trionfato sui Dudley Boyz. Nella puntata di Raw del 4 luglio i Lucha Dragons prendono parte ad un 16-man Tag Team Elimination match come componenti della "The Multinational Alliance" (formata da Sheamus, Alberto Del Rio, Cesaro, Chris Jericho, Kevin Owens e Sami Zayn) contro il "Team U.S.A." (insieme a Big Show, Kane, Jack Swagger, Mark Henry, Zack Ryder, Apollo Crews e i Dudley Boyz) ma sia Sin Cara che Kalisto sono stati eliminati rispettivamente dai Dudley Boyz e da Mark Henry; alla fine l'incontro è stato vinto dal Team U.S.A. grazie a Zack Ryder. Nella puntata di Raw dell'11 luglio i Lucha Dragons sono stati sconfitti dai Breezango (Tyler Breeze e Fandango).
Nella puntata di Raw del 18 luglio Kalisto e Sin Cara hanno deciso di separarsi amichevolmente per prendere strade differenti, in vista dell'imminente divisione dei roster di Raw e SmackDown avvenuta il giorno dopo. Infatti Sin Cara è stato trasferito nel roster di Raw mentre Kalisto è andato a SmackDown.

## Nel wrestling

### Mosse finali in coppia
- Salida del Sol (Standing sitout shiranui) di Kalisto seguita dalla Senton bomb di Sin Cara

### Mosse finali dei singoli wrestler
- Kalisto
  - Salida del Sol (Standing sitout shiranui)
- Sin Cara
  - Senton bomb

### Musiche d'ingresso
- "Lucha Lucha" dei CFO$ (NXT/WWE; 11 settembre 2014–18 luglio 2016)

## Titoli e riconoscimenti
- Pro Wrestling Illustrated
  - 167° tra i 500 migliori wrestler singoli nella PWI 500 (2014)[11] – Kalisto
  - 120° tra i 500 migliori wrestler singoli nella PWI 500 (2015)[12] – Kalisto
  - 25° tra i 500 migliori wrestler singoli nella PWI 500 (2016)[13] – Kalisto
- WWE
  - NXT Tag Team Championship (1)[14]
  - WWE United States Championship (2) – Kalisto[15][16]
  - Slammy Award (1)
    - "OMG!" Shocking Moment of the Year (2015) La Salida del Sol dalla cima della scala a TLC – Kalisto[17]

  - NXT Tag Team Championship #1 Contender's Tournament (2014)